# Végliote
Le végliote était un dialecte du dalmate parlé sur l'île de Krk (anciennement Veglia, d'où son nom) située aujourd'hui en Croatie. 
Il aurait cessé d'être parlé en 1898, avec la mort du dernier berger qui le pratiquait, Tuone Udaina. Cette langue est mieux connue car elle a été étudiée par le linguiste italien Matteo Bartoli auprès de ce dernier locuteur dalmate.